# Tetraodon abei
Tetraodon abei är en fiskart som beskrevs av Roberts 1998. Tetraodon abei ingår i släktet Tetraodon och familjen blåsfiskar. IUCN kategoriserar arten globalt som livskraftig. Inga underarter finns listade i Catalogue of Life.